# Geocomputación
La Geocomputación es un paradigma emergente para la investigación multidisciplinaria e interdisciplinaria que permite la exploración de los problemas previamente insolubles, extraordinariamente intrincados en contexto geográfico.
La primera conferencia internacional sobre "Geocomputación ', organizada por la Facultad de Geografía de la Universidad de Leeds en 1996, anunció el lanzamiento de un nuevo programa de investigación en el análisis geográfico y modelado (Openshaw y Abrahart, 1996). Una medida de los intereses generados en este campo es que la conferencia se ha establecido como un evento anual (Otago, Nueva Zelanda, 1997; Bristol, Reino Unido, 1998; Virginia, EE. UU., 1999; Greenwich, Reino Unido, 2000), que aparecerá próximamente celebrada en la Universidad de Queensland (Australia) en 2001. Aunque sin duda hay una dependencia de la informática como una tecnología habilitadora, el término 'Geocomputación' no pretende ser un sinónimo de SIG o teoría de la información espacial siendo éstas un tanto en desacuerdo con la visión original y permanente. Esta breve nota se intenta explicar que la visión, para describir la tecnología que permite, en términos de lo que ofrece el análisis geográfico y esbozar algunas de las preguntas de investigación que enfrenta Geocomputación.
La aplicación de la tecnología informática a la investigación geográfica ha crecido con el montaje electrónico y almacenamiento de los datos recogidos por la encuesta de los organismos cartográficos y de los instrumentos a bordo de satélites, entre otros, y con la aparición de la tecnología de Sistemas de Información Geográfica.
Geocomputación incluye modelado dinámico, la mecánica del espacio-tiempo, el análisis de datos espaciales, y la visualización, y tiene un enfoque inductivo de análisis geográfico, que pone el acento más en el proceso que la forma, más en la dinámica que estática, y más en la interacción de respuesta pasiva (S. Openshaw y S. Alvanides, en DJ Maguire y DW Rhind (eds.) 1999). Geocomputación ha sido utilizado por los gobiernos (mediante censos y otros datos para gestionar los servicios y las instalaciones), y por el comercio (la gestión de los servicios públicos).
Mucha información es inherentemente espacial en la naturaleza: la distribución de la población, los patrones de movimiento de los animales migratorios, la ubicación de los recursos naturales, la incidencia de la delincuencia, la fuente y la extensión areal de la contaminación ambiental, el origen y la propagación de la enfermedad, la extensión de los desastres naturales, etc Tanto los geógrafos y los no geógrafos han reunido grandes cantidades de información digital con atributos espaciales. Este vasto y creciente colección de datos espaciales y la extrema complejidad de los problemas geoespaciales en espera de ser explorado incitaron Geocomputación.
Algunos de los usos que ya se han hecho de los Sistemas de Apoyo a la Decisión espaciales. Estos son una ayuda para los planificadores urbanos y regionales en su proceso de toma de decisiones.